# The Slits

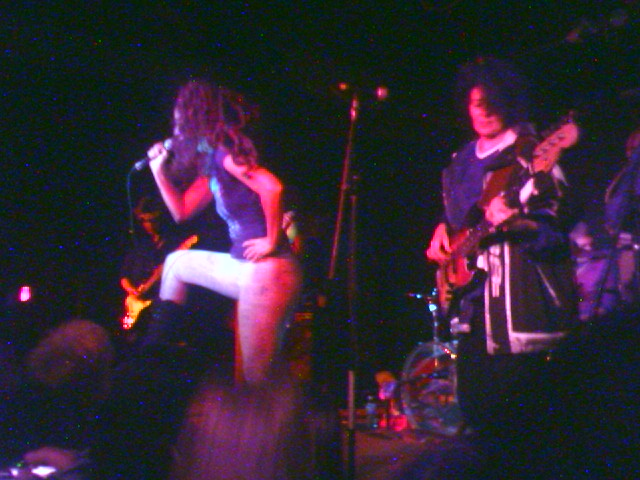
На концерті у листопаді 2006 року

The Slits — британський постпанк гурт, що утворився в 1976 році в Лондоні. Його дебютний альбом 1979 року «Cut» названо одним із визначальних релізів епохи постпанку.

## Склад гурту
До складу панк-гурту «The Slits», утвореного колишніми членами «The Flowers of Romance» та «The Castrators», увійшли Арі Ап (англ. Ari Up, справжнє ім'я — Аріанна Форстер), Палмолів (англ. Palmolive, справжнє ім'я — Палома Ромера; пізніше вона перейшла в «The Raincoats»), а також Вів Албертайн (англ. Viv Albertine), Холлі Кук (дочка барабанщика «Sex Pistols» Пола Кука) і Тесса Поллітт (англ. Tessa Pollitt), які замінили членів першого складу: Кейт Корус (англ. Kate Korus) і Сюзі Гатсі (англ. Suzy Gutsy). Пізніше Палмолів замінив Баджі (Пітер Кларк), який до цього грав у «The Spitfire Boys», а пізніше ввійшов до складу «Siouxsie & the Banshees».

## Історія
У 1977 році «The Slits» разом з відомим гуртом «The Clash» вирушає в концертний тур Англією.
Реліз першого студійного альбому під назвою «Cut» відбувся у вересні 1979 року. Він був записаний з відомим продюсером Деннісом Бовель на «Ridge Farm Studios» в графстві Суррей, в Англії.
Гурт широко гастролював і випустив ще один альбом, «Return of the Giant Slits», перш ніж розпався на початку 1982 року.
У 2005 році Арі Ап і Тесса Поллітт реформували «The Slits», запросивши до співпраці нових музиканток і випустили «Revenge of the Killer Slits EP». У 2006—2008 роках гурт провів два американських турне, а ще через рік підписав новий контракт з американським лейблом «Narnack Records». Історія «The Slits» перервалася знову після того, як стало відомо, що 20 жовтня 2010 Арі Ап померла від раку.

## Дискографія

### Студійні альбоми
- Cut (Island Records, 1979)
- Return of the Giant Slits (CBS, 1981)
- Revenge Of The Killer Slits (EP), (2006)
- Trapped Animal (2009, Narnack Records)

### Сингли
- «Heard it through the Grapevine» (1979)
- «Typical Girls» (1979)
- «Man Next Door» (1980)
- «In the Beginning There was Rythym»
- «Animal Space»

### Концертні альбоми
- Bootleg Retrospective (Rough Trade, 1980)

- Live at the Gibus Club
- Typical Girls — Live in Cincinnati & San Francisco USA (Basic Records, 1980)